# Josep Lluís Núñez

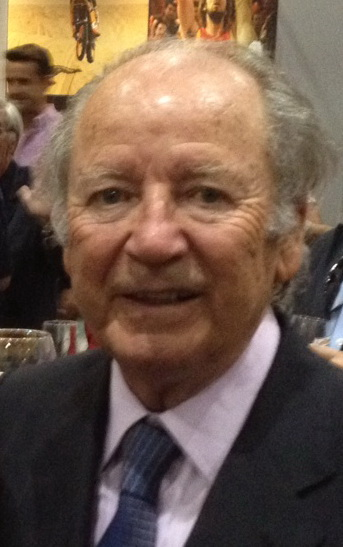
Josep Lluís Núñez i Clemente (2012)

Josep Lluís Núñez i Clemente (* 7. September 1931 in Barakaldo, Baskenland; † 3. Dezember 2018 in Barcelona) war ein spanischer Fußballfunktionär. Er war zwischen 1978 und 2000 Präsident des FC Barcelona.

## Leben
Núñez stammte aus Barakaldo im Baskenland und wurde 1931 als José Luis Nunez Clemente geboren. Nach dem Tod Francos ließ er seinen Namen katalanisieren.
Núñez machte sich zunächst als Bauunternehmer mit der Firma Núñez i Navarro einen Namen, wobei der Name Navarro von Núñez Ehefrau stammte. 1978 kandidierte er für das Amt des Präsidenten des spanischen Klubs FC Barcelona und wurde am 1. Juli des Jahres in das Amt gewählt; auf Núñez entfielen 10.352 Stimmen (39,38 %).
Núñez wollte Barça zu einem erfolgreichen Sport- und Wirtschaftsunternehmen umformen. Während seiner Amtszeit wurde 1982 das Mini Estadi und 1984 das FC Barcelona Museu eröffnet, das Palau Blaugrana erweitert und das Masia, das Heim für Nachwuchsspieler, etabliert. Zudem gewann der Klub in seiner Amtszeit in den vier tragenden Profiabteilungen, neben Fußball (30 Titel) Handball (65 Titel), Basketball (36 Titel) und Rollhockey (45 Titel) 176 Meisterschaften und Titel. 1999 wurde in allen vier Abteilungen die spanische Meisterschaft gewonnen. 
Ein weiterer Erfolg unter seiner Ägide war der Mitgliederzuwachs von 77.900 auf 106.000 Anhänger. Mehrmals wurde er ohne Gegenkandidaten wiedergewählt, 1988 hatte er mit dem Widerstand der Fußballspieler zu kämpfen. Diese wurden allesamt gefeuert, einzig der Torhüter Andoni Zubizarreta verblieb dem Verein. Mit der Verpflichtung Johan Cruyffs im Anschluss wurde eine erfolgreiche Ära eingeläutet. 1992 wurde erstmals die UEFA Champions League (damals noch als Europapokal der Landesmeister) gewonnen. Nachdem sich Núñez allerdings mit dem Trainer überworfen hatte und mit Bobby Robson und Louis van Gaal weniger erfolgreiche Zeiten anstanden, sah er sich mit einer Opposition konfrontiert, die ihn 2000 aus dem Amt verjagte. Bei der Präsidentenwahl im Jahre 2000, die Joan Gaspart gewann, trat er nicht mehr an. Danach zog sich Núñez aus dem öffentlichen Leben zurück.
Ende Juli 2011 wurde Núñez vom Obersten Strafgericht in Barcelona zu einer Haftstrafe von sechs Jahren verurteilt. Das Gericht befand den Ex-Präsidenten des FC Barcelona der Bestechung und Urkundenfälschung schuldig im Sinne der Anklage. Núñez soll, gemeinsam mit seinem Sohn, Ende der 1990er Steuerberater und -fahnder bestochen haben, um eine Anklage wegen Steuerhinterziehung zu vermeiden.
Núñez starb im Dezember 2018 im Alter von 87 Jahren.

## Auszeichnungen
- FIFA-Verdienstorden 2000[5]